# Renealmia ferruginea
Renealmia ferruginea là một loài thực vật có hoa trong họ Gừng. Loài này được Maas miêu tả khoa học đầu tiên năm 1975.